# Карл Фридріх Целтер
Карл Фрідріх Целтер (нім. Carl Friedrich Zelter; 11 грудня 1758, Берлін  — 15 травня 1832, Берлін) — німецький композитор та музичний педагог.

## Життєпис
Син муляра, Целтер, оволодів ремеслом свого батька і в 1783 отримав професійний патент, що дозволяв йому отримати частку в підприємстві батька. Разом з тим Целтер самостійно вивчав музику, а з 1780 навчався у Карла Фрідріха Христіяна Фаша, засновника Співочої академії в Берліні (нім. Sing-Akademie zu Berlin). Після смерті вчителя в 1800 очолив академію, а в 1801 опублікував його біографію. Одночасно з 1791 грав у оркестрі Театру на Жандарменмаркт. У 1809 при Співочій академії Целтер заснував школу інструменталістів "Ripienschule" (від музичного терміна "ripieno"). У 1809  заснував перший у Берліні лідертафель, того ж року обраний професором Берлінської академії мистецтв.
Композиторська спадщина Целтера включає понад 200 пісень, у тому числі 75 на слова Йоганна Вольфганга фон Гете, з яким Целтер познайомився в 1802 і товаришував все життя. Крім того, Целтер написав концерт для альта з оркестром, низку фортепіанних творів, духовні та світські хорові роботи (у тому числі кантату "Der Mensch geht eine dunkle Strasse", 1811), театральну музику.
Целтер був одним із перших шанувальників і пропагандистів музики Йоганна Себастьяна Баха — це уподобання успадкував від Целтера його учень Фелікс Мендельсон, якого Целтер цінував з ранніх років. Інші студенти Целтера — Джакомо Мейєрбер, Отто Ніколаї, Генріх Дорн, Едвард Грель, брати Едвард і Юлій Ріци, флейтист і композитор Генріх Зусман, хормейстер, наступник Целтера як директора хорової академії, Карл Фрідріх Рунгенхаген, Карл Ебервейн, Фанні Мендельсон та інші.
Першою дружиною Целтера була Софія Елеонора Флеріке; через рік після її смерті, в 1796, він одружився зі співачкою (сопрано) Юлією Папріц (нім. Julie Pappritz; 1767— 1806). Онук Целтера, Вільгельм Рінтель, син його доньки від першого шлюбу, у 1861 випустив том автобіографічних нотаток Целтера. Стверджується також, що прямим нащадком Целтера є англійський скрипаль Деніел Хоуп.